# Elber Batalha
Elber Batalha de Goes (Aracaju, 9 de outubro de 1944) é um advogado, defensor público e político brasileiro, filiado ao Partido Socialista Brasileiro (PSB).
Seu primeiro cargo político foi como secretário de Estado de Esporte e Lazer de Sergipe no Governo de Valadares. Exerceu o mandato de vereador na cidade de Aracaju por 12 anos. 
Nas eleições de 2010, foi eleito segundo-suplente ao Senado na chapa encabeçada por Antônio Carlos Valadares (PSB). Em novembro de 2017, assumiu o mandato após o afastamento do titular e o falecimento do primeiro-suplente, José Eduardo Dutra (PT). 